# Тачмурадов, Берды Мурадович
Берды Мурадович Тачмурадов родился 15 февраля 1937 года, в посёлке Бабаарап, сельсовета Изгант Геок-Тепинского района Ашхабадской области Туркменской ССР — советский и туркменский учёный-геолог, доктор геолого-минералогических наук. Широко известен как специалист по разведке, подсчёту запасов и разработке нефтегазовых месторождений Туркменистана, один из основоположников направления связи грязевого вулканизма с нефтяными и газовыми месторождениями.
После окончания Туркменского госуниверситета начал трудовую деятельность в 1959 году в составе полевой геофизической экспедиции под руководством выдающегося советского учёного в области геологии и геофизики академика  Академии наук Туркменской ССР Година Юрия Николаевича. Проводимые Годиным Ю.Н. ежегодные экспедиции по исследованию платформенной части Туркменской низменности Туранской плиты  и геосинклинальной области Юго-Западной части Туркменской ССР, проводились с основной целью поиска и выявления структур, подготавливаемых для бурения глубоких скважин на нефть и газ. Одновременно с научно-изыскательской деятельностью, с 1960 по 1964 год обучался на заочном отделении Ленинградского горного института им. Г.В. Плеханова по специальности "Геология, поиск и разведка нефтяных и газовых месторождений". По настоянию академика Година Ю.Н. обобщить и систематизировать полученный в экспедициях большой полевой геофизический и геологический материал, приступил к написанию большой монографии, которая должна была послужить основой кандидатской диссертации. Уже после смерти своего учителя Година Ю.Н., с накопленным материалом поступил на заочное отделение аспирантуры Азербайджанского нефтяного института им. Азизбекова, в которой проходил обучение с 1966 по 1970 годы, под руководством доктора геолого-минералогических наук академика АН Азербайджанской ССР Азизбекова. Через полгода после окончания аспирантуры 21 января 1971 года успешно защитил диссертацию на соискание ученной степени кандидата геолого-минералогических наук на тему "Грязевые вулканы Юго-Западного Туркменистана и их связь с нефтегазовыми месторождениями".